# Paul Martin
Pour les articles homonymes, voir Martin et Paul Martin (homonymie).
 (juin 2018).
Paul Edgar Philippe Martin, né le 28 août 1938 à Windsor (Ontario), est un homme d'État canadien, premier ministre du Canada du 12 décembre 2003 au 6 février 2006.

## Éléments personnels

### Un père très politique
Né à Windsor, en Ontario, Paul Martin est marqué par les campagnes électorales de son père, Paul Joseph James Martin, parlementaire, membre du gouvernement libéral sous quatre premiers ministres différents, et affichant l'ambition de devenir premier ministre, sans y parvenir.

### Formation et carrière
Après des études de philosophie, d’histoire et de droit à l'Université de Toronto, il est reçu au barreau de l’Ontario en 1966, mais entreprend finalement une carrière dans les affaires au sein de Power Corporation du Canada, une société d’investissement basée à Montréal. En 1968, il s’offre une parenthèse politique de quelques mois pour diriger la campagne de son père, engagé pour la deuxième fois dans la course au leadership du Parti libéral du Canada. De retour aux affaires, il prend la direction de la Canada Steamship Lines, une compagnie de transport maritime, qu’il rachète en 1981 — et dont il transmet la gestion à ses fils en 2003.

Paul Martin a étudié à l'Université de Toronto.

## Vie politique

### Une rapide ascension
En 1988, les libéraux sont dans l’opposition et en quête de nouvelles personnalités. Sur les conseils de son père, Paul Martin se présente dans la circonscription de LaSalle—Émard à Montréal et devient député à la Chambre des communes. Quand John Turner abandonne la direction du parti l’année suivante, Paul Martin se présente à sa succession et termine deuxième, derrière Jean Chrétien, qui lui confie la rédaction de son programme électoral en vue des prochaines élections législatives.

C'est en 1988 que Paul Martin fait son entrée à la Chambre des communes.

### Ministre des Finances
En 1993, Paul Martin a été nommé ministre des Finances dans le gouvernement de Jean Chrétien. Il a conservé ce poste jusqu'en 2002. 
Grâce à ses efforts au ministère des Finances, le Canada a réussi, dès la fin des années 1990, à non seulement éliminer son déficit budgétaire mais aussi a beaucoup diminué sa dette nationale. Comme ministre des Finances, il a instauré un projet de loi très controversé faisant en sorte que tout immigrant voulant résider au Canada doit débourser une somme de 475 $ lors de son arrivée. Cette taxe d'entrée sur le territoire canadien devait être éliminée en 1993, l'année durant laquelle le Canada n'était plus dans une position déficitaire, mais malgré cela, Paul Martin a maintenu cette taxe. Il est aussi important de savoir qu'au cours de la période où Paul Martin fut ministre des Finances, le Canada a éliminé un déficit de 42 milliards de dollars et a enregistré cinq excédents budgétaires consécutifs,.
Toutefois, plusieurs provinces, dont le Québec et l'Alberta, considèrent que ses programmes d'austérité budgétaire ont contribué à élargir le déséquilibre fiscal entre les États provinciaux et l'État fédéral, puisque plusieurs programmes sociaux canadiens, dont le système de santé public, ont subi d'importantes restrictions budgétaires en 1996 afin que le gouvernement fédéral puisse réduire le déficit. De cette manière, le gouvernement fédéral canadien a pu éliminer son déficit simplement en renvoyant la facture aux provinces.

#### Le référendum sur la séparation du Québec de 1995
Paul Martin envisageait un scénario économique catastrophique dans la perspective du référendum sur la séparation du Québec. En effet, la dette du Canada était surtout orientée sur des titres à court terme ce qui ne donnait aucune protection au gouvernement fédéral en cas de rupture brusque de l'unité nationale. Selon le ministère de Paul Martin, le Canada risquait de se trouver dans une situation où il aurait dû refinancer sa dette dans les pires circonstances. Le Canada aurait donc pu manquer de liquidité advenant une victoire des indépendantistes québécois,.
Plus politiquement, Paul Martin était d'accord avec Jean Chrétien pour soumettre la question de la séparation du Québec à la Cour suprême du Canada.

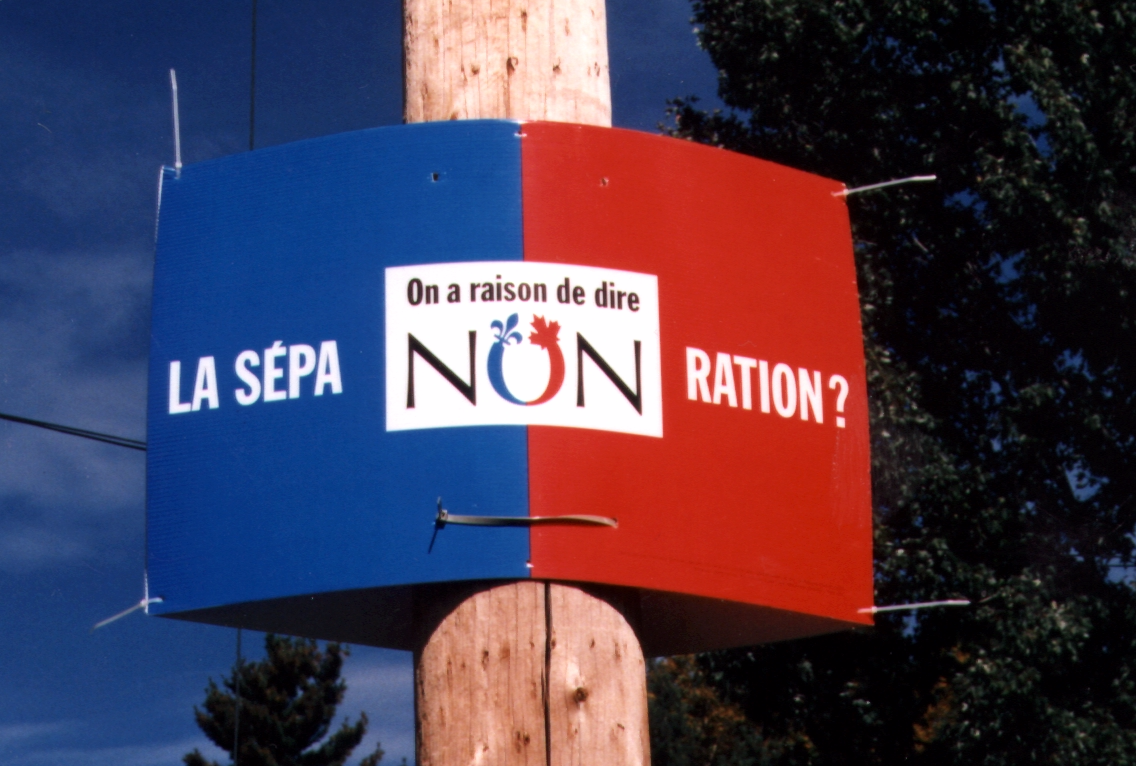
Paul Martin avait un scénario catastrophe pour le Canada en 1995.

### Le putsch raté et l'éviction
En 2000, Paul Martin et ses supporteurs tentèrent de « renverser » le chef libéral de la tête du parti, lui étant désigné naturellement comme le successeur de Chrétien. Cet événement ne fit qu'envenimer davantage les relations tendues entre le premier ministre et son ministre des Finances. Aux élections en 2000, le premier ministre Jean Chrétien obtient une troisième majorité parlementaire consécutive ce qui conforta pour un certain temps son rôle de leader au sein du parti. Ce dernier annonce également qu'il s'agira de son dernier mandat.
En juin 2002, fatigué du jeu de coulisses de la part du clan Martin visant à précipiter son départ, le premier ministre remanie son Cabinet, chassant du coup Paul Martin de son poste, le remplaçant par John Manley. Mais la pression ne diminue pas pour autant sur le premier ministre pour qu'il précise ses intentions sur son départ, chose qu'il fera deux mois plus tard annonçant qu'il entendait quitter en février 2004.

## Premier ministre

### Successeur incontesté de Chrétien

Martin devient premier ministre du Canada en 2003.

En novembre 2003, à la suite d'une course à la chefferie dont l'issue ne faisait aucun doute, Paul Martin devient chef du Parti libéral avec un appui d'environ 90 % contre près de 10 % pour sa seule rivale encore dans la course, l'ancienne vice-première ministre Sheila Copps. Jean Chrétien ayant accepté de devancer son départ du 24 Sussex, Paul Martin fut assermenté premier ministre du Canada le 12 décembre 2003.
Le 12 décembre 2003, Paul Martin succède à Jean Chrétien. Arrivé à la tête du gouvernement sans programme clairement défini, il récupère un pays aux finances assainies. Sa politique intérieure s’inscrit dans la continuité de celle de son prédécesseur. Concernant l’épineuse question du système de soins de santé, le nouveau premier ministre s’attelle toutefois à mieux répartir les excédents du budget fédéral pour venir en aide aux provinces, qui peinent à équilibrer leurs comptes, en raison de l’augmentation importante des dépenses de santé et du désengagement de l’État fédéral dans ce domaine.
Sur le plan de la politique étrangère, Paul Martin multiplie dans un premier temps les tentatives de rapprochement avec les États-Unis, après une période de tensions née de plusieurs facteurs (refus d’Ottawa de participer à la guerre en Irak, embargo américain sur le bœuf canadien, ou encore taxes sur le bois d’œuvre). Dès le début de son mandat, il se prononce ainsi en faveur de la réduction de la dette irakienne, souhaitée par l’administration Bush. Toutefois, après avoir annoncé, lors de sa première visite à Washington le 30 avril 2004, la participation du Canada au projet de bouclier antimissile — dans le cadre de la politique de défense commune du NORAD —, il se rallie à l'opinion publique et se rétracte en février 2005,.

### La mauvaise opération de 2004
Fort d’un bilan économique favorable et d’une cote de popularité élevée, Paul Martin décide de provoquer des élections législatives anticipées. Il déclencha des élections générales le 23 mai 2004 avec un scrutin le 28 juin. À quelques semaines du scrutin, pourtant, une affaire de détournements de fonds publics au profit d’agences de communication proches du Parti libéral, le scandale des commandites, entame sérieusement la crédibilité du premier ministre, bien qu’il nie immédiatement toute implication. Après une chaude campagne face à un Parti conservateur en pleine remontée, il est élu à la tête d'un gouvernement minoritaire avec une courte pluralité, détenant 135 sièges sur les 308 (36,7 % des suffrages) de la Chambre des communes, juste devant le Parti conservateur de Stephen Harper (29,6 % des voix et 99 sièges). Au lendemain du scrutin, Paul Martin se retrouve dans une posture des plus délicates : même avec les voix du Nouveau Parti démocratique (NPD), allié historique des libéraux, son camp ne peut plus espérer qu’une majorité relative au Parlement. Le scandale des commandites, dans lequel plusieurs membres et proches du Parti libéral du Canada ont été impliqués, était un facteur important dans la perte de la majorité libérale. En effet, durant ce scandale, Paul Martin était le ministre des Finances dans le cabinet de Jean Chrétien et un rapport de la vérificatrice générale du Canada, Sheila Fraser, déposé en février 2004, révèle que l'argent des contribuables a été détourné vers les coffres de l'aile québécoise du Parti libéral (fortement endetté à cette époque). Bien sûr, Paul Martin a nié toute implication dans ce scandale, et dans son premier rapport publié le 1er novembre 2005, le juge Gomery affirme qu'il n'est pas personnellement responsable.

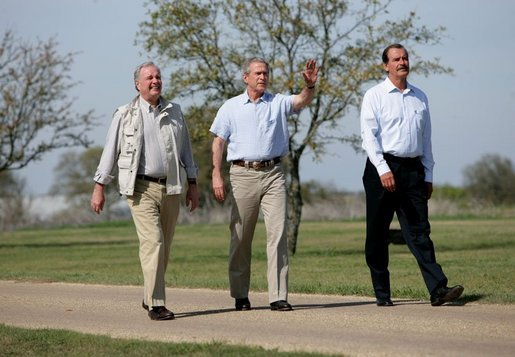
Paul Martin avec les présidents américain George W. Bush et mexicain Vicente Fox, le 23 mars 2005 dans le ranch de Crawford au Texas.

### Le difficile gouvernement minoritaire
À la suite de l'élection de 2004 et son nouveau statut de gouvernement minoritaire, Paul Martin présente le premier discours du Trône de son gouvernement à l'automne 2004. Déjà, les frictions apparaissent. L'opposition n'est pas satisfaite du discours et exige des changements sinon celle-ci envisagera la défaite du gouvernement Martin. Finalement, le NPD de Jack Layton se ralliera pour adopter le discours à la Chambre des communes.
La commission Gomery se met en branle pour de bon au début de 2005. Au fil des témoignages des acteurs présumés sur le scandale des commandites, les révélations qui y sont faites suscitent la colère de la population, indignée par ce gaspillage de fonds publics. Ce mouvement de protestation de plus en plus grandissant envers les libéraux de Paul Martin n'aide en rien à la gestion des affaires courantes au Parlement, l'opposition ne cessant de poser des questions sur l'implication de Martin ou de son équipe dans le scandale.
Cette indignation, alimentée par la population et l'opposition, atteint son paroxysme en mai 2005 lors de la comparution à la commission Gomery de l'ex-publicitaire Jean Brault. Ce dernier reconnaît le système de fraude permettant de transférer des fonds publics du programme des commandites vers la caisse du Parti libéral, section Québec (PLC-Q). Il n'en fallu pas plus pour convaincre l'opposition de provoquer la chute du gouvernement libéral. Le budget n'ayant pas été encore adopté, l'occasion était présente pour faire tomber le premier ministre Martin.
En modifiant le budget pour inclure des éléments favorables aux idées de Jack Layton et du NPD, Martin reçut l'appui de ce dernier pour le vote sur le budget. Cependant, en additionnant les voix, Paul Martin n'obtenait pas encore la majorité des voix aux Communes pour l'adoption de sa politique budgétaire. Ce n'est qu'avec la défection de la députée conservatrice Belinda Stronach vers le camp des libéraux ainsi que de l'appui de députés indépendants que la motion budgétaire obtient la moitié des voix. Le Président de la Chambre, Peter Milliken, un libéral, trancha en faveur du gouvernement en ajoutant sa voix permettant l'adoption du budget et par le fait même, la survie du gouvernement libéral.
Après dix-huit mois de turbulences, la Chambre des communes vote une motion de non-confiance à l'endroit de son gouvernement le 28 novembre 2005, ce qui déclenche des élections générales. Le scrutin est annoncé pour le 23 janvier 2006.

### Victoire des conservateurs
Le soir de l'élection, les libéraux de Paul Martin perdent tout près de 40 députés et sont confinés au statut d'opposition officielle. Les conservateurs de Stephen Harper remportent le scrutin avec un statut minoritaire. Paul Martin annonce immédiatement son intention de démissionner du poste de chef du Parti libéral ; il assure toutefois son intention de demeurer député de sa circonscription de LaSalle—Émard jusqu'aux prochaines élections. Il renonce en même temps au poste de chef de l'opposition officielle. Après l'annonce de sa démission, Martin nomme Bill Graham, ministre de la Défense du gouvernement sortant et ex-ministre des Affaires étrangères dans le cabinet Chrétien, en tant que chef du Parti libéral du Canada par intérim.
Le 6 février 2006, Paul Martin se rendit à la résidence de la gouverneure générale (à Rideau Hall) remettre sa démission. Peu de temps après, Stephen Harper le remplaça à la tête du gouvernement.
Aux élections du 13 octobre 2008, Paul Martin a respecté l'engagement qu'il avait pris en 2006 et ne se représentant pas dans sa circonscription de LaSalle—Émard. Il retournera au secteur privé peu de temps après.
Paul Martin est membre de Bilderberg.

### Affaire CSL
À la suite des révélations, entre autres, des Paradise Papers, Paul Martin a aussi été accusé d'avoir échappé à l'impôt en enregistrant sa compagnie, la Canada Steamship Lines, dans les paradis fiscaux. Pour rendre ce dispositif légal, il aurait modifié la loi concernant l'évasion fiscale alors qu'il occupait le poste de ministre des Finances. Ces lois controversées et ces dispositions concernant les paradis fiscaux ont été jugées inconstitutionnelles par les cours de justice. 
D'ailleurs, cela lui a valu son lot de moqueries de la part des autres partis politiques canadiens lors de la campagne électorale de 2006 dans des publicités électorales qui remettent en doute son patriotisme canadien, car Paul Martin avait fait de cette élection fédérale « un affrontement référendaire » entre les souverainistes québécois, qui étaient représentés par le Bloc québécois, et les fédéralistes canadiens.

### Mariage entre personnes de même sexe et avortement
De confession catholique, Paul Martin a exprimé à de nombreuses reprises son parti pris en faveur du mariage entre personnes de même sexe et de l'avortement.

## Résultats électoraux

### Chambre des communes
| Élection          | Circonscription | Parti | Parti   | Voix   | %    | Résultats |
| ----------------- | --------------- | ----- | ------- | ------ | ---- | --------- |
| Fédérales de 1988 | LaSalle—Émard   |       | Libéral | 23 394 | 45,5 | Élu       |
| Fédérales de 1993 | LaSalle—Émard   |       | Libéral | 30 869 | 59,5 | Élu       |
| Fédérales de 1997 | LaSalle—Émard   |       | Libéral | 32 317 | 60,9 | Élu       |
| Fédérales de 2000 | LaSalle—Émard   |       | Libéral | 32 069 | 65,8 | Élu       |
| Fédérales de 2004 | LaSalle—Émard   |       | Libéral | 25 806 | 56,6 | Élu       |
| Fédérales de 2006 | LaSalle—Émard   |       | Libéral | 22 751 | 48,4 | Élu       |

## Archives
Il y a un fonds d'archives Paul Martin à Bibliothèque et Archives Canada. 